# Michael Jenkins (giocatore di football americano)
Michael Gerard Jenkins (Tampa, 18 giugno 1982) è un giocatore di football americano statunitense che gioca nel ruolo di wide receiver per i New England Patriots della National Football League (NFL).

## Carriera professionistica
Stagione 2004
Selezionato come 29a scelta dagli Atlanta Falcons nel Draft NFL 2004, Jenkins ha giocato 16 partite di cui nessuna da titolare facendo 7 ricezioni per 119 yard, una corsa per 2 yard, 9 tackle"record personale" di cui 8 da solo e un fumble recuperato per nessuna iarda.
Stagione 2005
Ha giocato 14 partite di cui 12 da titolare facendo 36 ricezioni per 508 yard con 3 touchdown, 3 ritorni su punt per 19 yard"record personale" con un fumble perso e un tackle da solo.
Stagione 2006
Ha giocato 16 partite tutte da titolare facendo 39 ricezioni per 436 yard con 7 touchdown"record personale", una corsa per 2 yard, un tackle assistito e un fumble recuperato per nessuna iarda.
Stagione 2007
Ha giocato 15 partite di cui 5 da titolare facendo 53 ricezioni per 532 yard con 4 touchdown e 2 tackle di cui uno da solo.
Stagione 2008
Ha giocato 16 partite di cui 12 da titolare facendo 50 ricezioni per 777 yard"record personale" con 3 touchdown.
Stagione 2009
Ha giocato 15 partite di cui 9 da titolare facendo 50 ricezioni per 635 yard con un touchdown, 3 tackle da solo
Stagione 2010